# Колона Морріса

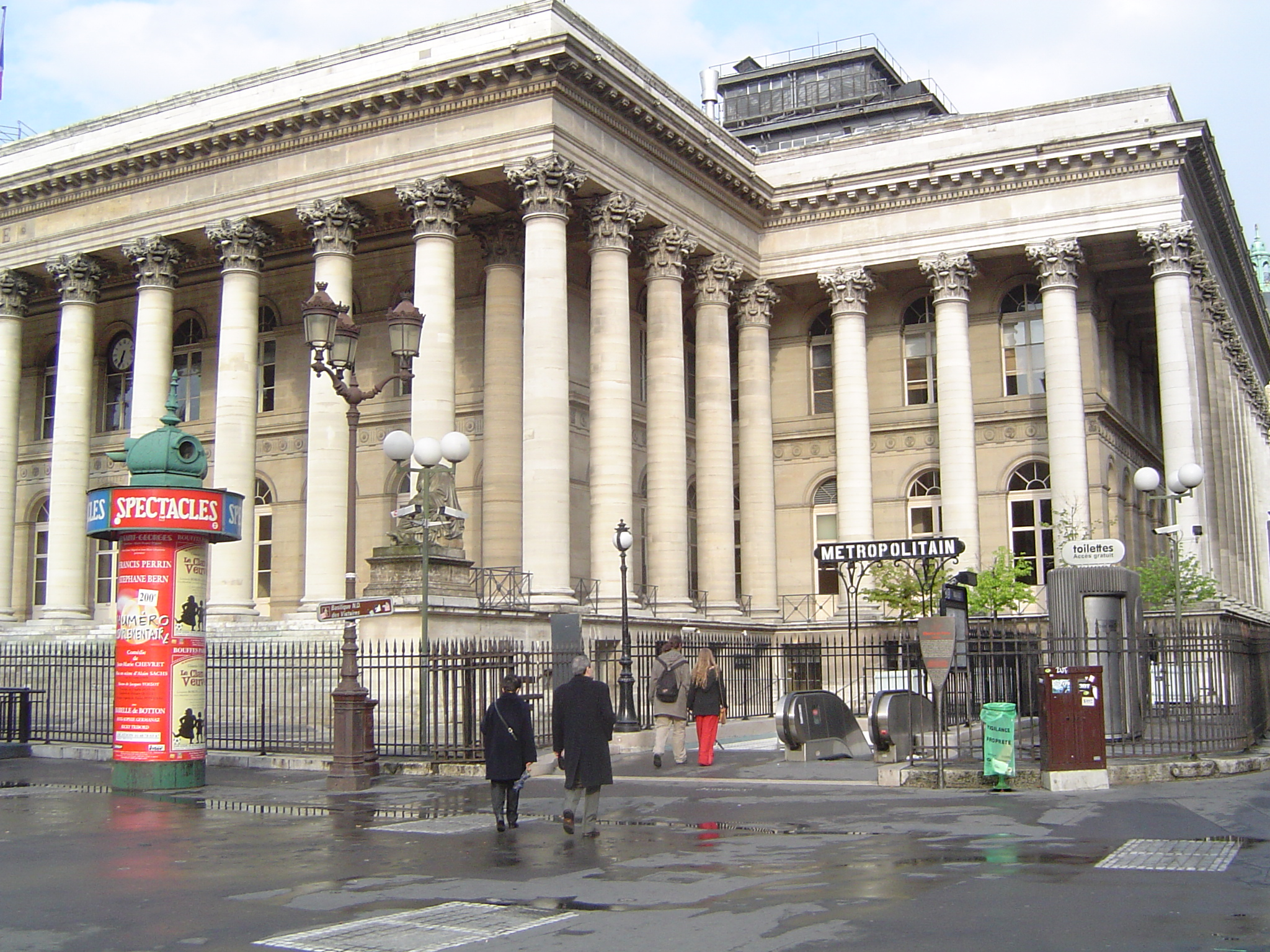
Колона Морріса поряд з Паризькою біржею

Коло́на Моррі́са, також тумба Морріса (фр. colonne Morris) — вулична колона циліндричної форми для вивішування рекламних афіш, що носить ім'я паризького друкаря Габріеля Морріса (фр. Gabriel Morris).

## Історія
Паризький друкар Габріель Морріс отримав в 1863 дозвіл міської влади встановити рекламні колони по місту й клеїти на них концертні й театральні афіші. Усередині колони міські двірники ховали свої мітли та інше знаряддя для підтримки чистоти на вулицях Парижа.
У 1986 комерційна фірмі «JCDecaux» викупила колони Морріса («La Compagnie Fermière des Colonnes Morris») і продовжує традиційну рекламу театральних і кінопрем'єр на паризьких рекламних колонах, оновивши їхній зовнішній вигляд.
Рішення міської мерії в 2006 році знести 223 колони Морріса за непотрібністю і для вивільнення міського простору викликало невдоволення парижан і було анульоване.
Аналогічні колони існують і в інших французьких містах.

## Колона Літфаса
Щоправда подібні колони з'явилися ще раніше в Берліні, де їхній винахід пов'язують з німецьким друкарем Ернстом Літфасом (Ernst Litfaß, 1816—1874), який впровадив їх ще в 1854 році, аби боротися проти афішування у недозволених місцях. Німецькі колони називаються колонами Літфаса (нім. Litfaßsäule), вони також поширені по всій країні.
Колони Літфаса існують також у Швейцарії.

## Галерея

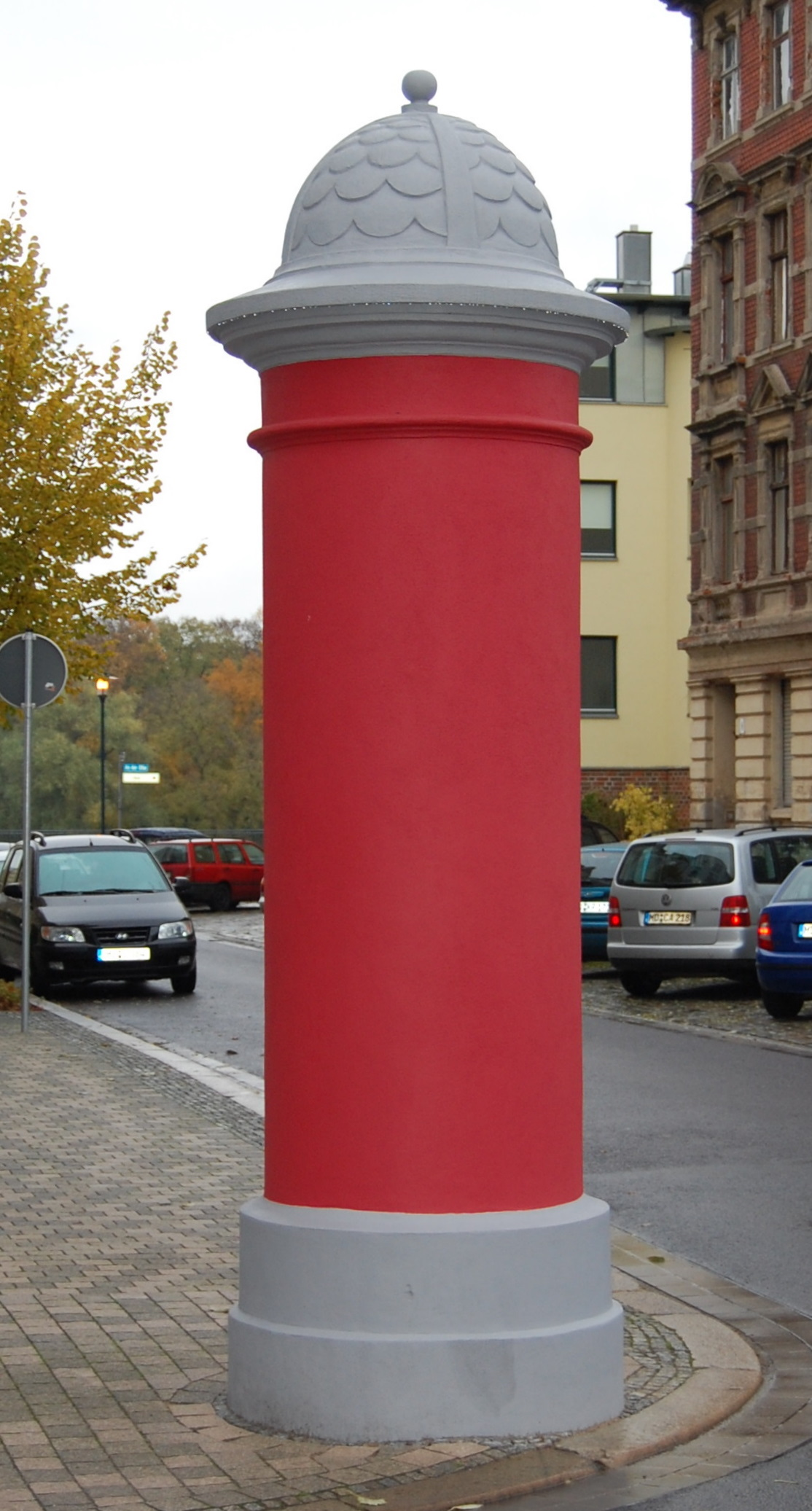
Одна з найдавніших колон Морріса, Магдебург
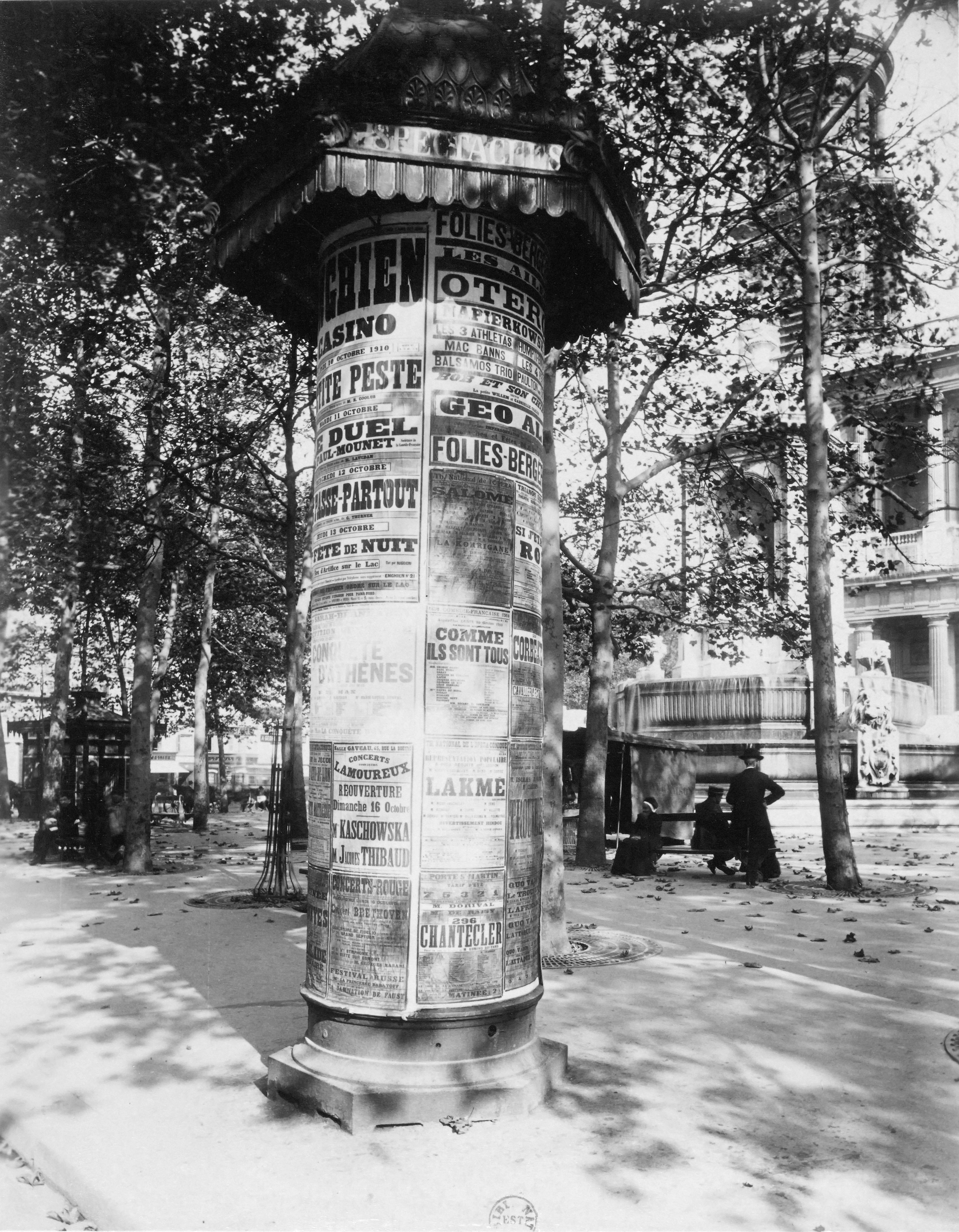
Колона Морріса, площа Сен-Сюльпіс, Париж, 1910
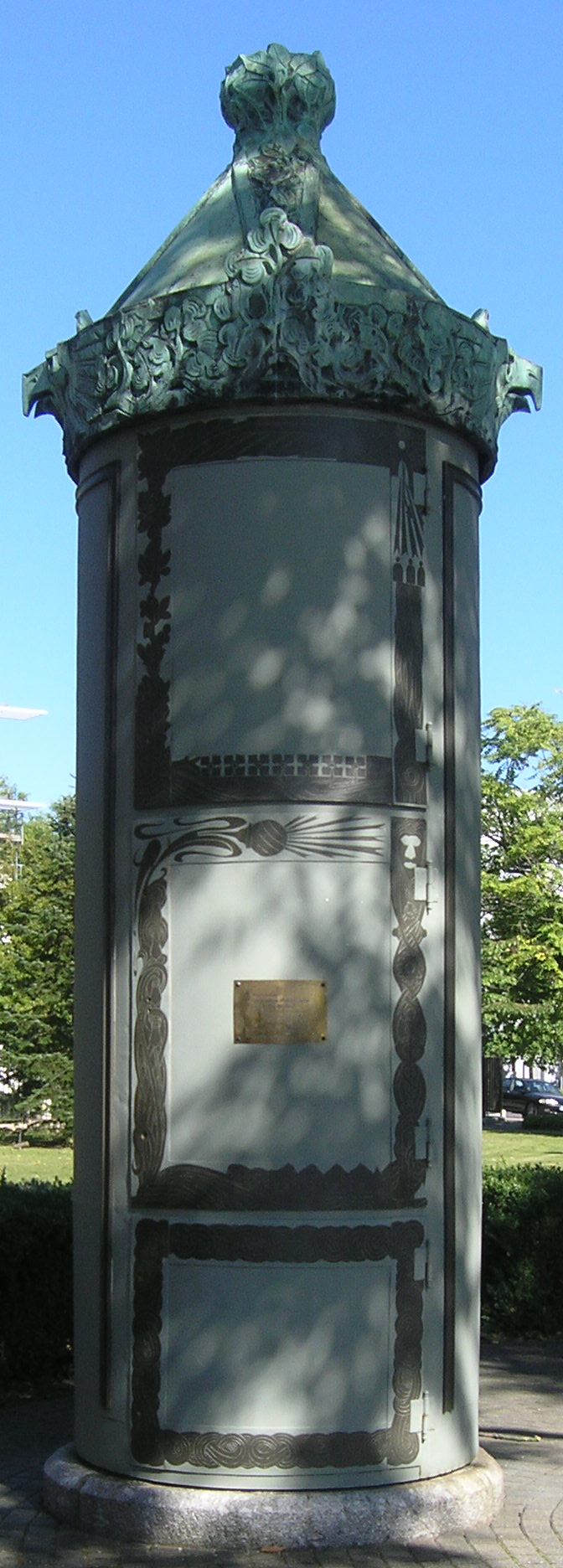
Колона Морріса, юґендстиль.
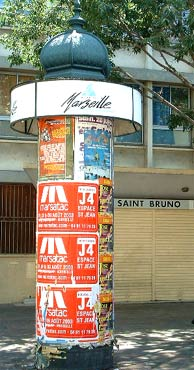
Колона Морріса в Марселі
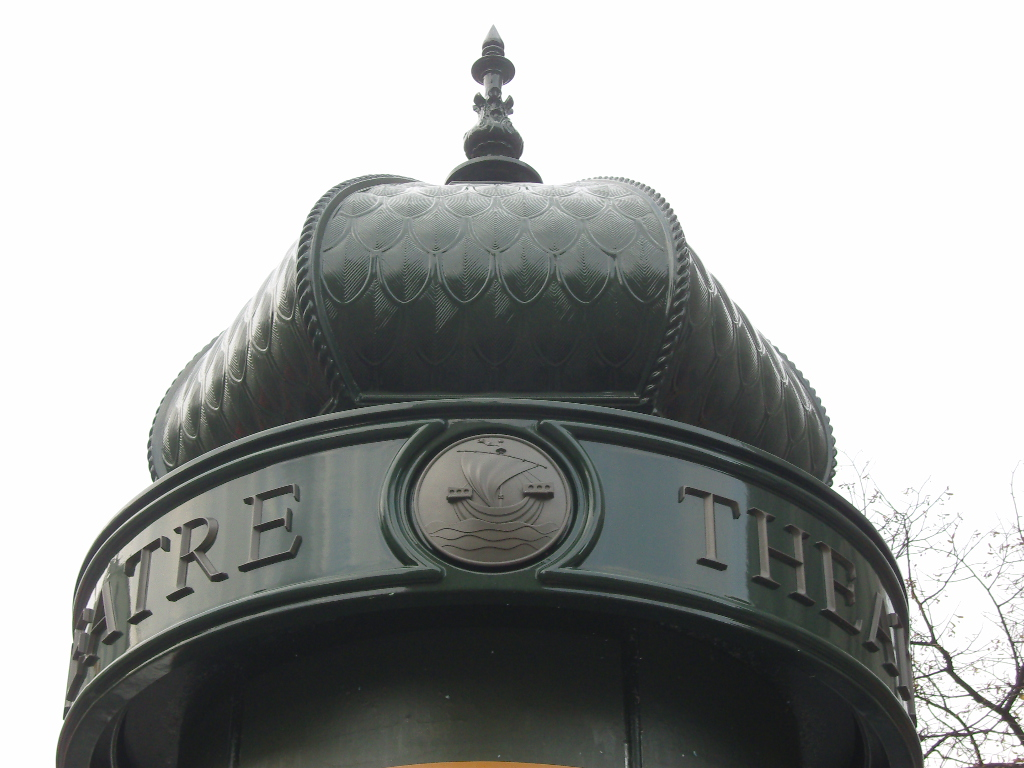
Колона Морріса, деталь
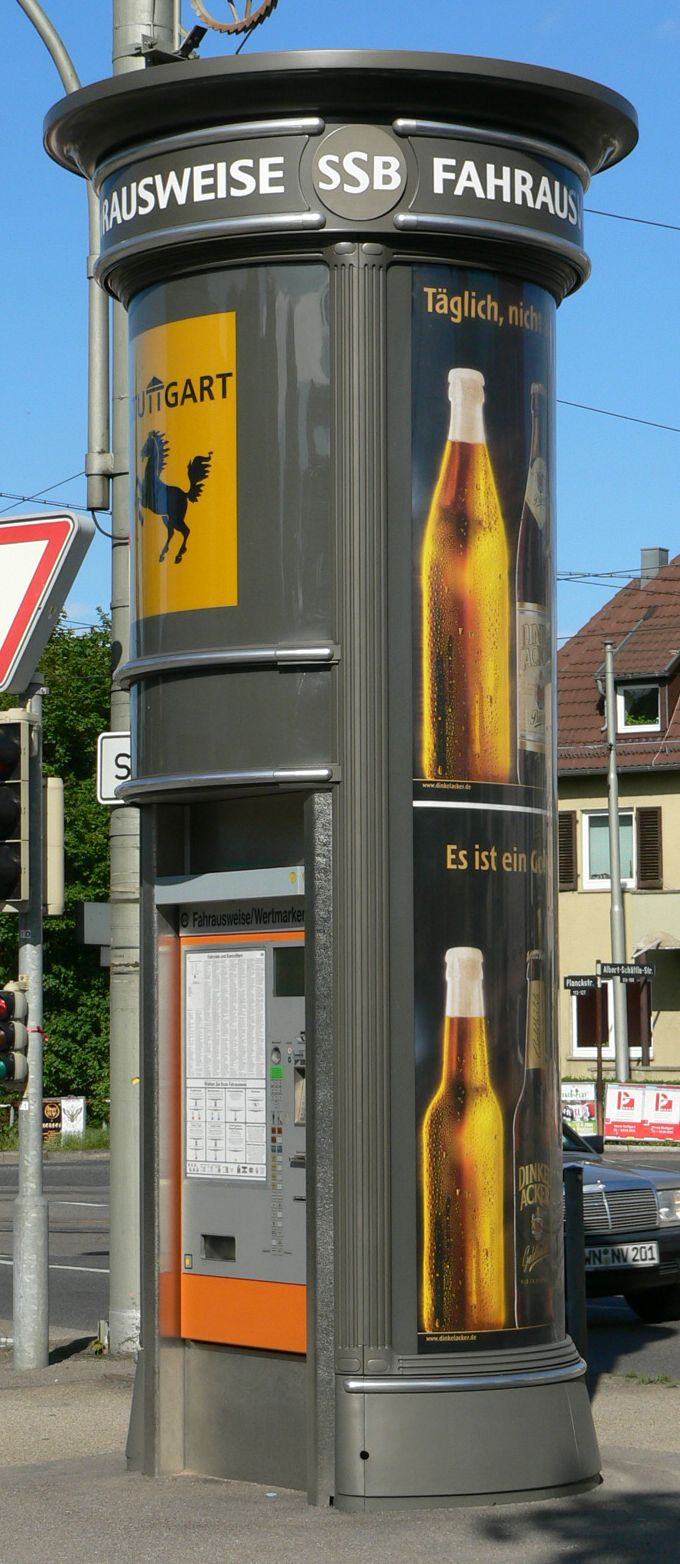
Колона в Штуттгарті з автоматом проїзних квитків
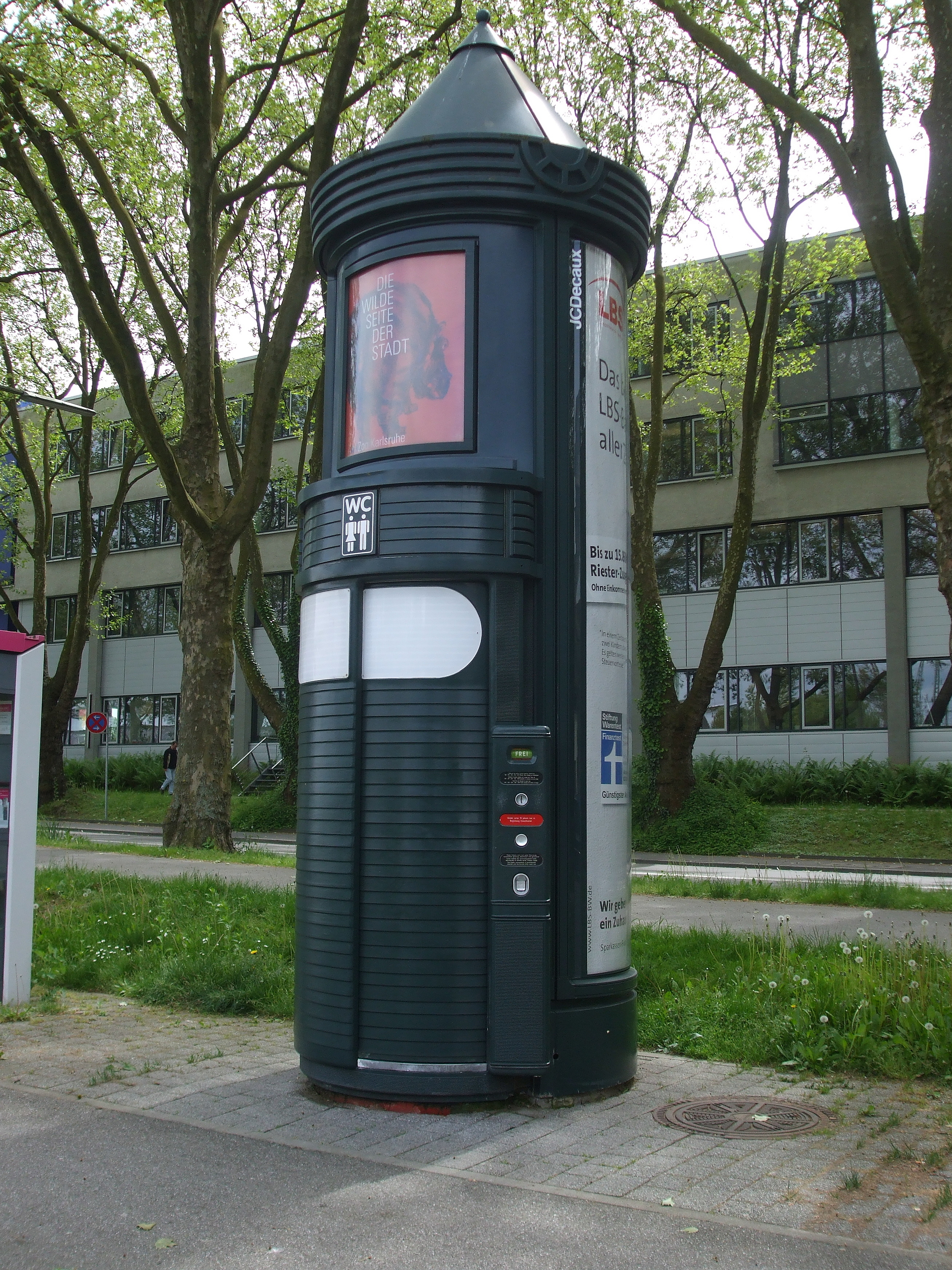
Колона з вмонтованим у неї громадським туалетом, Карлсруе.